# Getrimmter Mittelwert
Der (α-)getrimmte Mittelwert, auch kurz (α-)getrimmtes Mittel oder auch (α-)gestutztes Mittel genannt, ist ein Lageparameter in der deskriptiven Statistik und liefert somit ein Maß dafür, wo sich die Stichprobe befindet. Der getrimmte Mittelwert ist eng mit dem arithmetischen Mittel verwandt. Im Gegensatz zu diesem wird bei dem getrimmten Mittelwert ein gewisser Anteil der größten und der kleinsten Stichprobenelemente ignoriert. Daher ist das getrimmte Mittel robuster als das arithmetische Mittel, verändert sich also weniger bei Modifikationen der Stichprobe.

## Definition
Es bezeichnet {\displaystyle \lfloor \cdot \rfloor } die Abrundungsfunktion, die jeder Zahl die nächstkleinere oder gleiche ganze Zahl zuordnet. Es gilt also {\displaystyle \lfloor 1{,}8\rfloor =1} und {\displaystyle \lfloor 3{,}1\rfloor =3}.
Gegeben sei eine Stichprobe
{\displaystyle x=(x_{1};x_{2};\dotsc ;x_{n})}
mit {\displaystyle n} Elementen. Sei
{\displaystyle x_{\text{sort}}=(x_{(1)};x_{(2)};\dotsc ;x_{(n)})}
die der Größe nach sortierte Stichprobe und sei
{\displaystyle \alpha \in (0,{\tfrac {1}{2}})}
eine reelle Zahl. Setze
{\displaystyle k=\lfloor \alpha \cdot n\rfloor }.
Dann heißt
{\displaystyle x_{t;\alpha }={\frac {1}{n-2k}}\sum _{i=k+1}^{n-k}x_{(i)}}
der {\displaystyle \alpha }-getrimmte Mittelwert. Er entspricht dem arithmetischen Mittel, bei dem ein Anteil von {\displaystyle 2\alpha } der Stichprobenelemente, also {\displaystyle 200\alpha \;\%} nicht in die Berechnung mit einfließen: der Anteil {\displaystyle \alpha } der größten Stichprobenelemente und der Anteil {\displaystyle \alpha } der kleinsten Stichprobenelemente. Üblich sind Werte von {\displaystyle \alpha } zwischen {\displaystyle 0{,}1} und {\displaystyle 0{,}2}.

## Beispiel
Betrachte die Stichprobe
{\displaystyle x=(5;30;29;15;25;5;13;28;24;29)}.
Sie besteht aus 10 Elementen, also ist {\displaystyle n=10}. Durch Sortieren der Größe nach erhält man
{\displaystyle x_{\text{sort}}=(5;5;13;15;24;25;28;29;29;30)}.
Wählt man {\displaystyle \alpha =0{,}1}, so werden die größten 10 % und die kleinsten 10 % der Stichprobe nicht mit eingerechnet. Es ist
{\displaystyle k=\lfloor 0{,}1\cdot 10\rfloor =1},
da ein Anteil von 0,1 bei 10 Stichprobenelementen genau einem Element entspricht. Das 0,1-getrimmte Mittel ist demnach
{\displaystyle {\begin{aligned}x_{t;0{,}1}&={\frac {1}{10-2\cdot 1}}\sum _{i=1+1}^{10-1}x_{(i)}\\&={\frac {1}{8}}(5+13+15+24+25+28+29+29)\\&={\frac {168}{8}}=21\end{aligned}}}
Insbesondere könnte der größte Wert der Stichprobe durch einen beliebigen Wert ersetzt werden, ohne das 0,1-getrimmte Mittel zu beeinflussen, da der größte Wert stets nicht in die Berechnung mit einfließt. Im Allgemeinen beeinflussen Ausreißer (nach oben oder nach unten) das {\displaystyle \alpha }-getrimmte Mittel nur, wenn ihr Anteil an der Stichprobe größer als {\displaystyle \alpha } ist.